# 9536 Statler
9536 Statler este un asteroid din centura principală de asteroizi.

## Descriere
9536 Statler este un asteroid din centura principală de asteroizi. A fost descoperit pe 24 octombrie 1981 la Observatorul Palomar de Schelte J. Bus. Asteroidul prezintă o orbită caracterizată de o semiaxă mare de 2,66 ua, o excentricitate de 0,11 și o înclinație de 13,4° în raport cu ecliptica.